# Pałac Archiprezbitera w Olsztynie
Pałac Archiprezbitera w Olsztynie (Pałac biskupi) – pałac znajdujący się w Olsztynie przy ul. Stanisława Staszica 5, wybudowany w latach 1771–1772 w stylu późnobarokowym jako siedziba archiprezbiteratu olsztyńskiego, przebudowywany w 1907.

## Położenie
Pałac położony jest w Olsztynie w województwie warmińsko-mazurskim, w obrębie Starego Miasta, w jego wschodniej części przy ul. Stanisława Staszica 5. Nieopodal przepływa rzeka Łyna i znajduje się jedna z głównych arterii komunikacyjnych centrum – ul. Seweryna Pieniężnego.

## Historia
Pałac został wzniesiony w latach 1771–1772, prawdopodobnie przez architekta Muntera z Kalnika. Powstała późnobarokowa budowla, z licznymi zdobieniami, była uzupełnieniem znajdującej się w bezpośrednim sąsiedztwie sakralnej zabudowy XIV wiecznego kościoła św. Jakuba. Pierwotnie budynek pełnił funkcję rezydencjonalną olsztyńskiego archiprezbitera.
W 1907 roku, pałac przebudowano na pałac biskupi, nadając mu charakter, obowiązującego wówczas w Królestwie Prus, stylu secesyjnego z bogatymi zdobieniami.
Obecnie obiekt jest siedzibą arcybiskupa seniora Archidiecezji warmińskiej i utrzymany jest w bardzo dobrym stanie.

## Architektura
Pałac do ulicy usytuowany jest szczytem i swoim założeniem zamyka zabudowę kościoła św. Jakuba. Założony na rzucie prostokąta, posiada elementy późnobarokowe z okresu pierwotnego XVIII wiecznego założenia, które przenikają się z secesyjnymi zdobieniami z XX-wiecznej przebudowy.
Jest to średniej wielkości dwukondygnacyjna, a na osi trójkondygnacyjna, budowla nakryta dwuspadowym dachem. W centralnej części siedmioosiowej elewacji frontowej znajduje się ryzalit, w którego osi środkowej umieszczone jest główne wejście do budynku, a nad nim kartusz herbowy. Trójkątny szczyt trzyosiowego ryzalitu zwieńczony jest wstawką z dekoracją sztukatorską, a pod trzema jego oknami znajduje się dekoracyjny fryz z motywem roślinnym.
Okna obu kondygnacji są prostokątne, poszerzone o opaski z uszakami, a same kondygnacje oddziela od siebie wąski gzyms kordonowy.

## Zabytek
Pałac Archiprezbitera w Olsztynie jako zabytek o szczególnych walorach wpisany jest do rejestru zabytków nieruchomych Krajowego Ośrodka Badań i Dokumentacji Zabytków. W spisie, figuruje pod nazwą pałac biskupi, ul. Staszica 5, 1907 pod nr rej 1703 z 14 września 1988.